# Lucius Fannius
Lucius Fannius († nach 67 v. Chr.) war ein dem plebejischen Geschlecht der Fannier entstammender Feldherr der Römischen Republik, der zeitweilig auf der Seite des Königs Mithridates VI. von Pontos gegen sein eigenes Heimatland kämpfte.

## Leben
Lucius Fannius war ein Anhänger des römischen Feldherrn Gaius Flavius Fimbria. Zusammen mit Lucius Magius nahm er unter Fimbrias Befehl am Ersten Mithridatischen Krieg teil. Beide Männer waren in Fimbrias Machenschaften so tief verstrickt, dass sie nach dessen Untergang Ende 85 v. Chr. lieber zu König Mithridates VI. von Pontos flohen als auf die Seite Sullas zu wechseln. Einige Jahre später überzeugten sie Mithridates, in Verhandlungen mit dem auf der Iberischen Halbinsel gegen Rom operierenden Quintus Sertorius zu treten, mit dessen Unterstützung er die Herrschaft über Kleinasien und benachbarte Länder erringen könne. Daraufhin fungierten sie 75 v. Chr. als Gesandte des pontischen Königs, verließen ihren damaligen Wohnsitz Myndos in Karien und segelten nach Dianium in Spanien, um in Mithridates’ Namen eine Allianz mit Sertorius einzugehen. Dieser akzeptierte das Angebot und sandte den Senator Marcus Marius als seinen Bevollmächtigten zu seinem neuen Verbündeten; Marius sollte dem pontischen Herrscher auch als Feldherr dienen. Fannius und Magius kehrten ebenfalls zu Mithridates zurück.
In der Folge beteiligten sich Fannius und Magius auf Seiten des pontischen Monarchen an dessen drittem Krieg gegen Rom, und dementsprechend wird Fannius 73 v. Chr. als einer der Heerführer des Mithridates erwähnt. Nach Sertorius’ Ermordung (72 v. Chr.) begannen die beiden vom römischen Senat als Staatsfeinde geächteten Männer jedoch, Verbindung mit Lucius Licinius Lucullus aufzunehmen, durch dessen Vermittlung sie eine Aussöhnung mit Rom erreichten und zurückkehren konnten. Fannius diente 68/67 v. Chr. als Legat des Lucullus bei dessen Militärexpedition nach Armenien und wurde von dem mit Mithridates verbündeten König Tigranes II. in Gordyene belagert. Über sein weiteres Leben liegt keine Überlieferung vor.